# Thalassornis leuconotus
L'anatra dal dorso bianco (Thalassornis leuconotus Eyton, 1838) è un uccello della famiglia Anatidae, diffuso in Africa. È l'unica specie del genere Thalassornis.